# Banksia undata
Banksia undata är en tvåhjärtbladig växtart som beskrevs av A.R.Mast & K.R.Thiele. Banksia undata ingår i släktet Banksia och familjen Proteaceae. Utöver nominatformen finns också underarten B. u. splendens.